# Zwembad de Tobbe
 Zwembad de Tobbe uit 1980, was een zwembad in Gouda. Het lag naast het Groenhovenpark in de wijk Bloemendaal. De Tobbe bestond uit een buitenbad, een binnenbad en een zonneweide. Zwemclub GZC Donk had haar thuisbasis in de Tobbe.
Het zwembad werd gesloten bij de oplevering van het Groenhovenbad, dat naast de Tobbe is gebouwd en over meer baden beschikt. Naast de Tobbe werd in 2011 gestart met de nieuwbouw van dit grotere en modernere zwembad. De nieuwbouw is in april 2013 gereedgekomen. Hierdoor is de Tobbe buiten gebruik geraakt. De Tobbe werd in 2014 gesloopt.
In het nieuw Groenhovenbad, werd een van de drie binnenbaden vernoemd naar het oude Tobbebad. Het is in gebruik als Wedstrijdbad De Tobbe. In dit bad vinden onder andere de Waterpolo wedstrijden plaats.

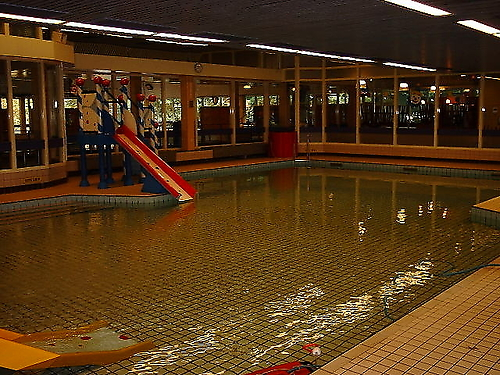
Instructiebad de Tobbe in 2010
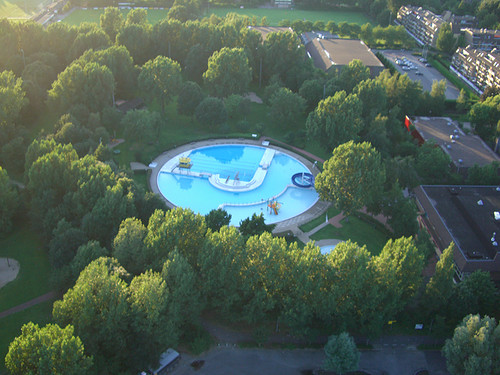
De Tobbe vanuit een luchtballon in 2010
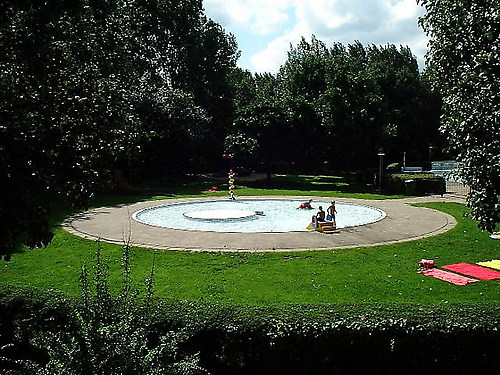
Babybad buitenbad in 2010